# سن آگوستین، اویلا
سن آگوستین اویلا نام شهری کوچک در کشور کلمبیا است که در فهرست میراث جهانی یونسکو قرار دارد. این شهر که حدود سی‌هزار تن جمعیت دارد آثار بیشماری از تمدن‌های باستانی سرخپوستان آمریکای جنوبی در خود دارد. این آثار همگی به دوران پیشاکلمبی باز می‌گردد.

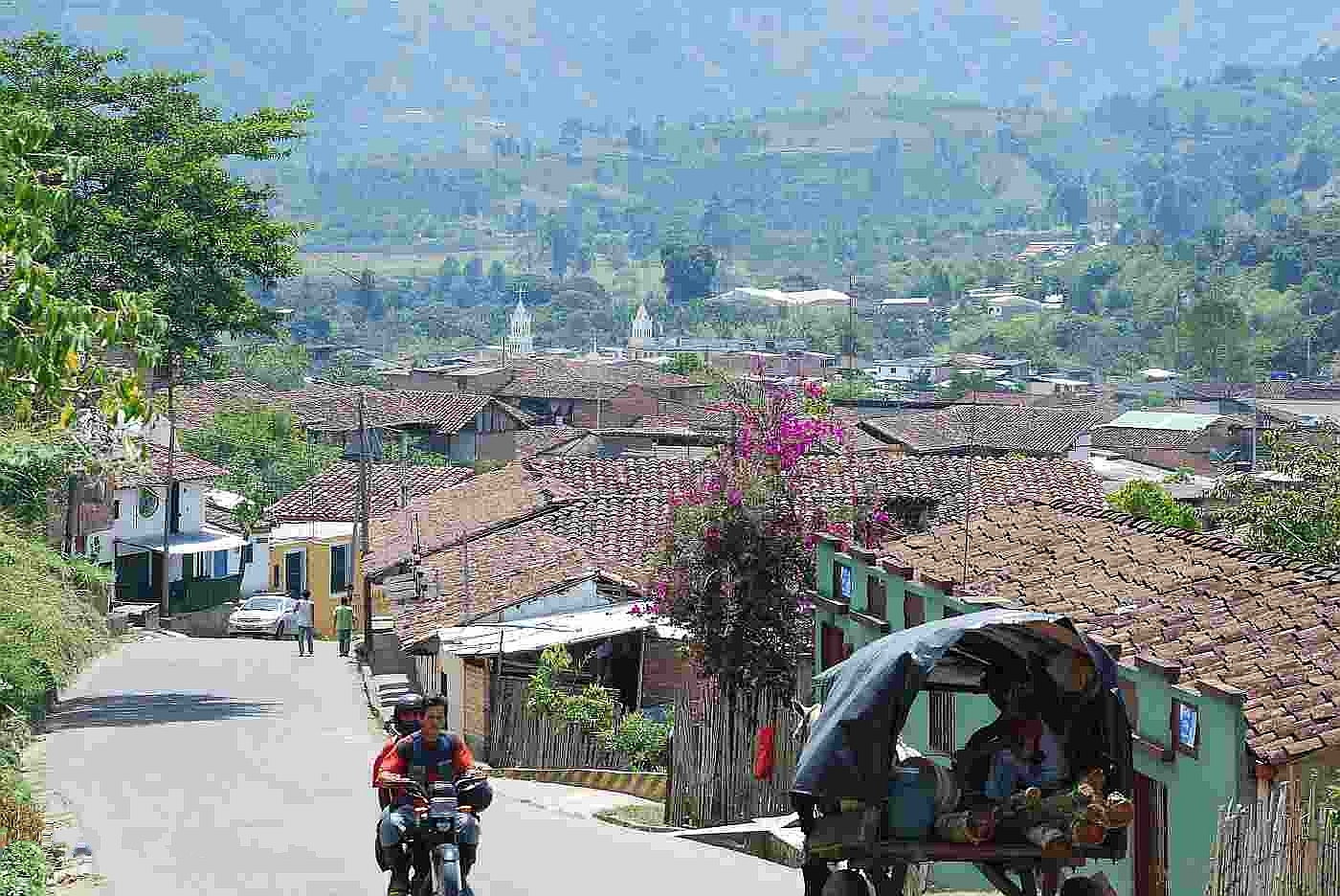
روستای سن آگوستین